# Hagebykyrkan

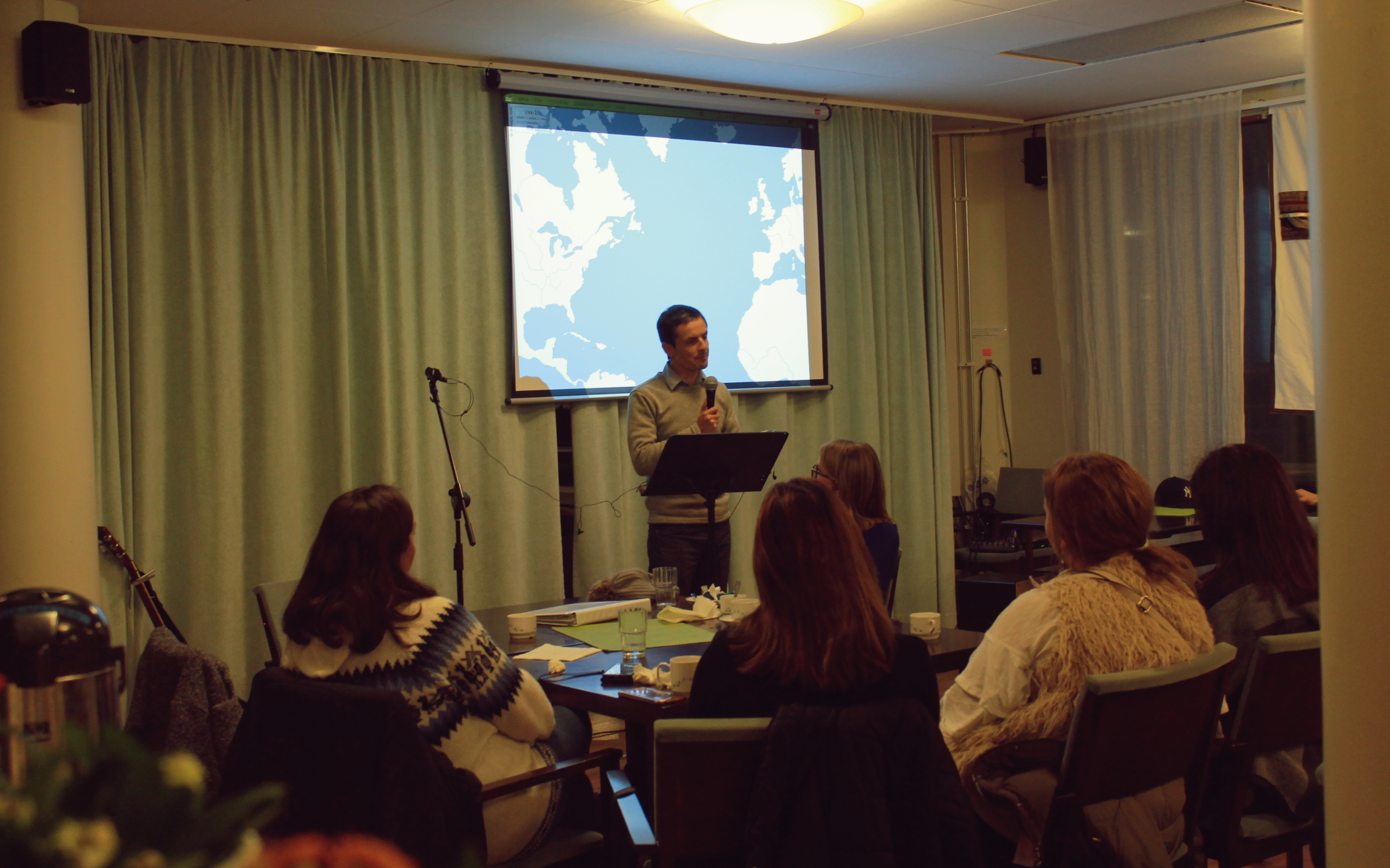
Hagebykyrkan på Träffpunkt Söderport.

Hagebykyrkan är en kristen gemenskap i bostadsområdet Hageby i Norrköping. Församlingen tillhör Equmeniakyrkans kyrkosamfund. Församlingsgemenskapen välkomnades i Equmeniakyrkan vid kyrkokonferensen 2016. Vidablickskyrkan var moderkyrka sedan starten. Församlingen samlas på gudstjänster varje söndag kväll där cirka 30-35 personer träffas på Träffpunkt Söderport.
Kyrkan verkar i ett mångkulturellt område med cirka 100 olika nationaliteter. De stora invandrargrupperna har rötter i delar av Mellanöstern, Syrien, Irak, Libanon samt Eritrea och Somalia.
Församlingen vill leva som en mångkulturell församling mitt i en omväxlande område. Gudstjänster tolkas, framförallt till arabiska och engelska, men församlingens mål är att inte göra några språkliga profileringar, man vill vara "en svensk församling, dit alla är välkomna". Av den senaste tidens stora flyktinggrupper är det främst människor från Syrien, Iran och Eritrea som hittills har hittat till Hagebykyrkan och blivit del av församlingens gemenskap och aktiviteter. Församlingen verkar bland annat genom olika hemgrupper, familjegudstjänster alphakursen, cafébuss och språkcafé
Församlingen har kontakt med asylsökande och nyanlända, framförallt genom samarbetet med Portalen, mötespunkt i Hageby med verksamheter som stödjer arbetssökande i Hageby att hitta sysselsättning eller någon form av aktivitet. Portalen invigdes av Norrköpings kommun tillsammans med fem myndigheter och organisationer. Mario Marquez är pastor i församlingen sedan 2013.